# 八島牟遅能神
八島牟遅能神（ヤシマムヂ、現代仮名遣い：ヤシマムジ）は、日本神話に登場する神。

## 概要
『古事記』にのみ登場する神で、鳥取神の親とされる。
「八島」は「多くの島」、「牟遅」は「貴人」の意、「能」は格助詞と解し、名義は「多くの島の貴人」と考えられる。

## 系譜

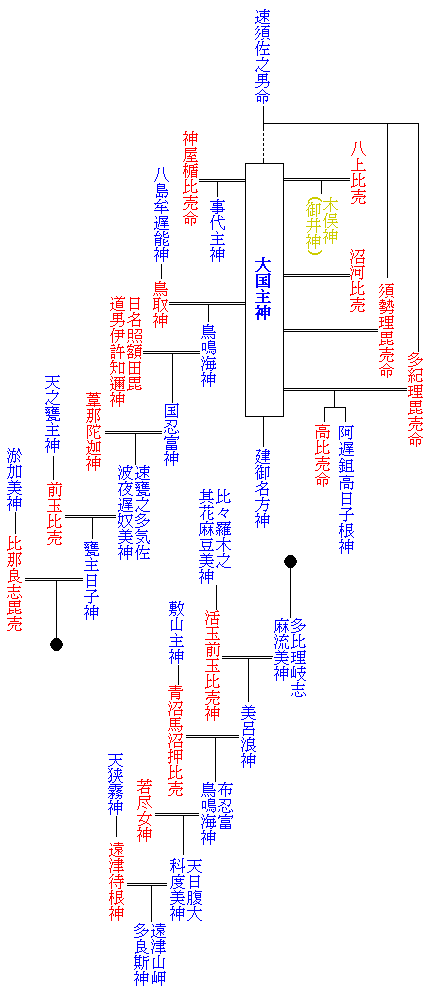
大国主の系図（『古事記』による）。青は男神、赤は女神、黄は性別不詳

娘に鳥取神がおり、鳥取神は大国主神との間に鳥鳴海神を生んでいる。